# Vozera Drysy
Vozera Drysy (vitryska: Возера Дрысы) är en sjö i Belarus.   Den ligger i voblasten Vitsebsks voblast, i den norra delen av landet, 250 km nordost om huvudstaden Minsk. Vozera Drysy ligger 143 meter över havet.
I omgivningarna runt Vozera Drysy växer i huvudsak blandskog. Runt Vozera Drysy är det glesbefolkat, med 13 invånare per kvadratkilometer.